# Detlef Uecker
Detlef Uecker (* 7. Dezember 1962) ist ein ehemaliger Fußballspieler, der in der DDR-Oberliga bei der BSG Stahl Riesa und der BSG Stahl Brandenburg aktiv war.

## Sportliche Laufbahn
Uecker wurde zur Saison 1980/81 aus dem eigenen Nachwuchs in die DDR-Liga-Mannschaft der BSG Chemie PCK Schwedt aufgenommen. In den folgenden Jahren spielte er dort als Verteidiger. Als Schwedt nach der Spielzeit 1983/84 wegen einer Reduzierung der DDR-Liga von fünf auf zwei Staffeln absteigen musste, wechselte Uecker zum DDR-Ligisten BSG Stahl Eisenhüttenstadt. Bei seinem einjährigen Gastspiel, bei dem Eisenhüttenstadt mit Platz zwei nur knapp den Aufstieg in die Oberliga verpasste, bestritt Uecker 28 der 34 Punktspiele und wurde mit seinen 19 Treffern bester Torschütze seiner Mannschaft.
Zur Saison 1985/86 schloss sich Uecker dem DDR-Oberligisten BSG Stahl Riesa an. Dort bestritt er am fünften Spieltag als Einwechselspieler sein erstes Oberligaspiel. Bis zum Saisonende kam er insgesamt zwölf Mal in der Oberligamannschaft zum Einsatz, stand aber nur fünfmal in der Startelf. In der Hinrunde der Spielzeit 1986/87 spielte Uecker für die BSG Motor Babelsberg wieder in der DDR-Liga, absolvierte dort acht Punktspiele und wies mit acht Toren auf seine Stürmerqualitäten hin. Noch im Oktober 1986 holte sich die BSG Stahl Brandenburg den 23-Jährigen in ihre Oberligamannschaft. Dort wurde er bis zur Winterpause im Mittelfeld eingesetzt, schoss aber bereits bei seinem ersten Einsatz am achten Oberligaspieltag ein Tor, dem er bis zur Winterpause zwei weitere Treffer folgen ließ. In der Rückrunde kam Uecker verletzungsbedingt nur noch unregelmäßig zum Einsatz und konnte nur noch ein Punktspieltor erzielen.
Nach nur dreizehn Punktspieleinsätzen schickten die Brandenburger Uecker wieder zu Motor Babelsberg zurück. Obwohl er während der DDR-Liga-Saison nur 16 der 34 Punktspiele bestritt, war er zusammen mit Steffen Piel mit 14 Toren erneut bester Schütze. Zwar wurde Uecker auch für die Spielzeit 1988/89 wieder für die DDR-Liga-Mannschaft gemeldet, kam dort aber nicht mehr zum Einsatz. Stattdessen tauchte er bei vier Punktspielen des Ligakonkurrenten BSG KWO Berlin auf, wo er auch einmal zum Torerfolg kam. 1989/90 stand Uecker im Aufgebot des DDR-Liga-Aufsteigers BSG Chemie Velten. Nachdem Velten am Saisonende seine Mannschaft aus wirtschaftlichen Gründen aus der DDR-Liga abmeldet hatte, schloss sich Uecker dem Drittligaverein Kickers Emden an, wo er von 1991 bis 1993 35 Punktspiele bestritt und 14 Tore erzielte.